# Irische Fußballnationalmannschaft/Europameisterschaften
Der Artikel beinhaltet eine ausführliche Darstellung der irischen Fußballnationalmannschaft der Männer bei Europameisterschaften. Irland nahm dreimal an der Endrunde zur Europameisterschaft teil, schied dabei aber zweimal in der Vorrunde aus. 2016 gelang erstmals der Einzug in die K.-o.-Runde, die aber gegen Gastgeber Frankreich bereits im Achtelfinale endete.

## Übersicht
Irland nahm 2016 erst zum dritten Mal an der Endrunde zur Europameisterschaft teil und überstand dabei erstmals die Gruppenphase. Zuvor scheiterten die Iren zweimal in den Gruppenspielen. In der ewigen EM-Tabelle reichte das vor der EM 2016 unter 28 geführten Mannschaften nur für Platz 21.
| Jahr | Gastgeberland                 | Teilnahme bis …    | Letzte(r) Gegner            | Ergebnis | Trainer             | Bemerkungen und Besonderheiten |
| ---- | ----------------------------- | ------------------ | --------------------------- | -------- | ------------------- | --- |
| 1960 | Frankreich                    | nicht qualifiziert |                             |          |                     | in der Vorausscheidung am späteren Dritten Tschechoslowakei gescheitert |
| 1964 | Spanien                       | nicht qualifiziert |                             |          |                     | im Viertelfinale am späteren Europameister Spanien gescheitert |
| 1968 | Italien                       | nicht qualifiziert |                             |          |                     | in der Qualifikation erneut an Spanien gescheitert, das sich aber auch nicht für die Endrunde qualifizieren konnte |
| 1972 | Belgien                       | nicht qualifiziert |                             |          |                     | in der Qualifikation an Italien gescheitert, das sich auch nicht für die Endrunde qualifizieren konnte |
| 1976 | Jugoslawien                   | nicht qualifiziert |                             |          |                     | in der Qualifikation an der UdSSR gescheitert, die sich auch nicht für die Endrunde qualifizieren konnte |
| 1980 | Italien                       | nicht qualifiziert |                             |          |                     | in der Qualifikation an England gescheitert |
| 1984 | Frankreich                    | nicht qualifiziert |                             |          |                     | in der Qualifikation am späteren Vizeeuropameister Spanien gescheitert |
| 1988 | BR Deutschland                | Vorrunde           | England, Niederlande, UdSSR | 5.       | Jack Charlton       | nach einem Sieg gegen England, einem Remis gegen den späteren Vizeeuropameister UdSSR und einer Niederlage gegen den späteren Europameister Niederlande als Gruppendritter ausgeschieden |
| 1992 | Schweden                      | nicht qualifiziert |                             |          |                     | in der Qualifikation an England gescheitert |
| 1996 | England                       | nicht qualifiziert |                             |          |                     | in den Relegationsspielen an den Niederlanden gescheitert |
| 2000 | Niederlande und Belgien       | nicht qualifiziert |                             |          |                     | in den Relegationsspielen nach zwei Remis an der Türkei aufgrund der Auswärtstorregel gescheitert |
| 2004 | Portugal                      | nicht qualifiziert |                             |          |                     | in der Qualifikation an Russland und der Schweiz gescheitert |
| 2008 | Österreich und Schweiz        | nicht qualifiziert |                             |          |                     | in der Qualifikation an Tschechien und dem späteren Vizeeuropameister Deutschland gescheitert |
| 2012 | Polen und Ukraine             | Vorrunde           | Kroatien, Spanien, Italien  | 16.      | Giovanni Trapattoni | nach Niederlagen gegen Kroatien, Italien sowie Weltmeister und Titelverteidiger Spanien als Gruppenletzter ausgeschieden |
| 2016 | Frankreich                    | Achtelfinale       | Frankreich                  | 15.      | Martin O’Neill      | Nach einem Remis gegen Schweden, einer Niederlage gegen Belgien und einem Sieg gegen Italien als zweitbester Gruppendritter für die K.-o.-Runde qualifiziert. |
| 2021 | Europa                        | nicht qualifiziert |                             |          |                     | Irland sollte mit dem Aviva Stadium ursprünglich eine Spielstätte für drei Gruppenspiele und ein Achtel- oder Viertelfinalspiel stellen, wurde aber im April 2021 als Austragungsort gestrichen. In der Qualifikation scheiterte Irland an der Schweiz und Dänemark. In den Playoffs der UEFA Nations League, einer weiteren Qualifikationsmöglichkeit, scheiterten sie an der Slowakei. |
| 2024 | Deutschland                   | nicht qualifiziert |                             |          |                     | In der Qualifikation an Frankreich und der Niederlande gescheitert. |
| 2028 | Vereinigtes Königreich/Irland |                    |                             |          |                     | |

## Endrunden mit vier Teilnehmern

### EM 1960
An der ersten Fußball-Europameisterschaft 1960, die noch als „Europapokal der Nationen“ ausgetragen wurde, wollte auch Irland teilnehmen. Weil sich 17 Teilnehmer angemeldet hatten, kam es zu einer Vorausscheidung zwischen zwei Teams, damit die Zahl von Mannschaften für das Achtelfinale auf sechzehn begrenzt wurde. Zu diesen Mannschaften gehörte Irland. Im Hinspiel gewann Irland am 5. April 1959 vor 37.000 Zuschauern in Dublin durch Tore von Liam Tuohy und Noel Cantwell mit 2:0. Das Rückspiel am 10. Mai 1959 in Bratislava konnte die Tschechoslowakei, die schon in der vierten Minute durch einen Strafstoß von Torwart Imrich Stacho in Führung ging und in der zweiten Halbzeit mit drei weiteren Toren alles klarmachte, aber mit 4:0 für sich entscheiden. So waren die Tschechoslowaken dank der besseren Tordifferenz für das Achtelfinale qualifiziert und erreichten später auch die Endrunde, bei der sie Dritter wurden.

### EM 1964
Vier Jahre später wollten schon mehr Mannschaften als 1960 teilnehmen, daher wurde dem Achtelfinale eine Vorrunde vorgeschaltet. Irland musste gegen Island antreten und gewann das Heimspiel mit 4:2, so dass ein 1:1 im Rückspiel reichte, um das Achtelfinale zu erreichen. Hier trafen sie auf Österreich und konnten nach einem torlosen Remis in Wien durch ein dramatisches 3:2, bei dem sie den Siegtreffer erst in der 89. Minute erzielten, das Viertelfinale erreichen. Im Viertelfinale gegen Spanien kam dann aber das Aus, beide Spiele wurden verloren: 1:5 in Spanien und 0:2 im Rückspiel vor eigenem Publikum. Spanien wurde dann Ausrichter der Endrunde und gewann erstmals den Titel.

### EM 1968
Für die Fußball-Europameisterschaft 1968 wurden in der Qualifikation erstmals Gruppenspiele angesetzt. Irland musste gegen Europameister Spanien, die Tschechoslowakei und die Türkei antreten. Irland startete mit einem torlosen Remis gegen den Titelverteidiger und gewann dann gegen die Türkei, verlor dann aber drei Spiele. Der Sieg im letzten Spiel in der Tschechoslowakei brachte den Iren daher nichts mehr, verhinderte aber die EM-Teilnahme der Tschechoslowakei. So wurde Spanien Gruppensieger, scheiterte dann aber im Viertelfinale an Weltmeister England.

### EM 1972
Für die EM-Endrunde 1972 konnte sich Irland auch nicht qualifizieren. In einer Gruppe mit Titelverteidiger Italien, Österreich und Schweden gelang den Iren nur ein Remis gegen Schweden im ersten Spiel, danach wurden alle Spiele verloren, so dass Irland am Ende Letzter wurde. Gruppensieger Italien scheiterte dann überraschend im Viertelfinale an Belgien, das die Endrunde danach ausrichten durfte und Dritter wurde.

### EM 1976
1976 wurde die Endrunde letztmals mit vier Mannschaften ausgetragen, Irland scheiterte wieder bereits in der Gruppenphase, diesmal an der Sowjetunion, aber wesentlich knapper als zuvor. Die Türkei und die Schweiz landeten auf Platz 3 und 4. Dabei gewann Irland alle Heimspiele, erreichte in der Türkei ein 1:1 und verlor in der Schweiz und der UdSSR jeweils nur mit einem Tor Differenz. Damit hatten sie zwar die meisten Tore erzielt und die wenigsten Gegentore kassiert, die UdSSR hatte aber einen Punkt mehr auf dem Konto. Sie scheiterte dann allerdings im Viertelfinale am späteren Europameister Tschechoslowakei, der den Titel im Elfmeterschießen gegen Titelverteidiger Deutschland gewann. Don Givens wurde immerhin mit den acht in der Qualifikation erzielten Toren Torschützenkönig des gesamten Wettbewerbs.

## Endrunden mit acht Teilnehmern

### EM 1980
In der Qualifikation für die Europameisterschaft in Italien, die erstmals mit acht Mannschaften ausgetragen wurde, trafen die Iren in der Gruppe auf Dänemark, England, Nordirland und Bulgarien. England setzte sich souverän mit sieben Siegen und einem Remis ohne Niederlage durch und war damit als Gruppensieger für die Endrunde qualifiziert. Irland konnte nur die Heimspiele gegen Dänemark und Bulgarien gewinnen, gegen England und den Nachbarn Nordirland reichte es in den Heimspielen nur zu Unentschieden. Ein weiteres Remis wurde im ersten Spiel in Dänemark erreicht. Die anderen drei Auswärtsspiele wurden verloren, so das am Ende nur Platz 3 herauskam. England erreichte als Gruppensieger die Endrunde, schied dort aber in der Vorrunde aus.

### EM 1984
In der Qualifikation für die EM 1984 in Frankreich mussten die Iren in Gruppe 7 gegen Spanien, die Niederlande, Island und Malta antreten. Die Iren gewannen nur jeweils beide Spiele gegen Island und Malta, erreichten im Heimspiel gegen Spanien ein 3:3, verloren aber die restlichen Spiele, so dass am Ende wieder nur Platz 3 erreicht wurde. Gegen Malta gelang aber mit einem 8:0 der höchste Länderspielsieg der Iren.

### EM 1988
Nach der verpassten Qualifikation für die WM 1986 übernahm der Engländer Jack Charlton, einer der WM-Helden von 1966 das Traineramt bei den Iren. Er suchte gezielt nach in Großbritannien geborenen Spielern irischer Abstammung, die nur geringe Chancen hatten, in die britischen Nationalmannschaften aufgenommen zu werden, da sie oft bei Vereinen der zweiten englischen Liga spielten. Mit diesen Spielern baute Charlton eine neue Mannschaft auf. Für die Europameisterschaft in Deutschland konnte sich Irland damit erstmals qualifizieren. In einer sehr ausgeglichenen Gruppe mit Bulgarien, Belgien, Schottland und Luxemburg, in der nur Luxemburg kein Spiel gewann, wurde Irland dank der Schützenhilfe der Schotten Gruppensieger. Obwohl die Schotten sich nicht mehr qualifizieren konnten, spielten sie in Bulgarien auf Sieg und gewannen mit 1:0. Damit hatten die Iren, die nur in Bulgarien verloren hatten, am Ende einen Punkt mehr als die Bulgaren.
In Deutschland wurden sie in eine Gruppe mit den Niederlanden, England und der UdSSR gelost. Das Auftaktspiel mussten die Iren gegen die Engländer bestreiten und da die Engländer seit 1949 nicht mehr gegen Irland verloren hatten, galt England als Favorit. In der 6. Minute gelang den Iren aber das 1:0 durch den in Schottland geborenen Ray Houghton, das die Iren dann bis zum Schluss verteidigten, wodurch Charlton in Irland zur Kultfigur wurde. Im zweiten Spiel gegen die UdSSR gingen die Iren nach 39 Minuten durch Ronnie Whelan in Führung, konnten diese aber nur bis zur 75. Minute verteidigen. Das 1:1 brachten sie dann aber über die Zeit. Damit führten Irland und die UdSSR vor dem letzten Spieltag die Gruppe punkt- und torgleich an und ein Remis im letzten Spiel gegen die Niederländer hätte zum Halbfinaleinzug gereicht. Die Iren hielten auch 82 Minuten lang das 0:0, dann gelang Wim Kieft der 1:0-Siegtreffer für die Niederländer. Da die UdSSR gegen England gewann, wurde sie Gruppensieger und die Niederländer, die das erste Spiel gegen die UdSSR mit 0:1 verloren hatte, wurde Zweiter. Im Finale trafen dann beide erneut aufeinander und die Niederländer konnten sich für die Auftaktniederlage revanchieren und gewannen zum ersten Mal einen bedeutenden Titel. Irland verabschiedete sich als Gruppendritter vor England für 24 Jahre von der EM-Bühne, konnte sich unter Charlton aber auch erstmals für eine WM qualifizieren. Dort scheiterten erreichten sie sogar das Viertelfinale, wo sie an Gastgeber Italien scheiterten.

### EM 1992
In der Qualifikation für die EM 1992 traf Irland dann wieder auf England sowie Polen und die Türkei. Die Iren verloren zwar kein Spiel, konnten aber nur beide Spiele gegen die Türken gewinnen, die alle Spiele verloren, die vier anderen Spiele endeten aber Remis. Da die Engländer außer gegen die Türken auch ihr Heimspiel gegen Polen gewannen, hatten sie am Ende einen Punkt mehr als die Iren und fuhren zur EM. Dort scheiterten sie aber in der Gruppenphase der letztmals mit acht Mannschaften ausgetragenen Endrunde.

## Endrunden mit 16 Teilnehmern

### EM 1996
Für die EM 1996 in England, die erstmals mit 16 Mannschaften ausgetragen wurde, mussten sich die Iren gegen Portugal, Nordirland, Österreich, Lettland und Liechtenstein qualifizieren. Die Iren starteten mit vier Siegen und zwei Unentschieden, verloren dann beide Spiele gegen Österreich, ehe gegen Lettland ein weiterer Sieg gelang. Am letzten Spieltag verloren sie dann mit 0:3 in Portugal. Damit waren sie schlechtester Gruppenzweiter der acht Gruppen und mussten gegen den siebtplatzierten Gruppenzweiten, die Niederlande um den letzten Startplatz bei der EM-Endrunde spielen. Das Spiel wurde auf neutralem Platz in Liverpool ausgetragen und mit 0:2 verloren. Nach dem Spiel, seinem 93. auf der irischen Trainerbank, trat Jack Charlton als Trainer der Iren zurück. Sein Nachfolger wurde Mick McCarthy.

### EM 2000
Für die EM 2000 hatte sich auch Irland zusammen mit Schottland als Ausrichter beworben, sie scheiterten aber bei der Vergabe an der Bewerbung von Belgien und den Niederlanden. Daher mussten die Iren versuchen, sich sportlich zu qualifizieren und in der Qualifikation gegen Bundesrepublik Jugoslawien, Kroatien, Mazedonien und Malta antreten. Sie belegten wieder nur Platz 2. Entscheidend war ein 1:1 am letzten Spieltag in Mazedonien, wodurch die Bundesrepublik Jugoslawien am Ende einen Punkt mehr hatte. Irland qualifizierte sich als Gruppenzweiter aber für die Playoffs der Gruppenzweiten gegen die Türkei und hatte zuerst Heimrecht. Bis zur 79. Minute stand es 0:0, dann gelang Robbie Keane das 1:0, aber nur vier Minuten später konnten die Türken durch einen Elfmeter ausgleichen und dabei blieb es. Somit reichte den Türken im Heimspiel aufgrund der Auswärtstorregel ein 0:0, um zur EM zu fahren und so kam es dann auch. Die Bundesrepublik Jugoslawien und die Türkei erreichten bei der Endrunde dann das Viertelfinale, scheiterten dort aber.

### EM 2004
In der Qualifikation für die EM 2004 traf Irland auf die Schweiz, Russland, Albanien und Georgien. Irland begann die Qualifikation mit zwei Niederlagen, 2:4 in Russland und 1:2 im Heimspiel gegen die Schweiz, wonach Mick McCarthy als Nationaltrainer zurücktrat. Die weiteren Qualifikationsspiele bestritt die Mannschaft unter Brian Kerr. Nach einem 2:1 in Georgien folgte mit dem 0:0 in Albanien der nächste Rückschlag. Danach folgten zwar zwei Siege, aber nach einem 1:1 gegen Russland und einem 0:2 in der Schweiz reichte es nur zu Platz 3. Die Schweizer fuhren als Gruppensieger zur EM, die Russen als Playoffsieger gegen Wales ebenfalls. Beide scheiterten bei der EM aber in der Vorrunde.

### EM 2008
Vier Jahre später musste sich Irland für die nächste EM gegen Tschechien, Deutschland, die Slowakei, Wales, Zypern und San Marino qualifizieren. Die Iren begannen die Qualifikation unter dem damaligen Rekordnationalspieler Steve Staunton, der das Amt im März 2006 nach der verpassten Qualifikation für die WM 2006 übernommen hatte. Sie starteten mit einer 0:1-Niederlage durch ein Tor von Lukas Podolski beim WM-Dritten Deutschland. Dann wurde mit 2:5 erstmals ein Spiel gegen Zypern verloren. Danach wurde aber bis auf das 0:1 in Tschechien kein Spiel mehr verloren, allerdings auch fünfmal remis gespielt. Somit wurde mit 10 Punkten Rückstand hinter Deutschland nur der dritte Platz belegt. Schon nach dem vorletzten Spiel hatte der irische Verband die Zusammenarbeit mit Steve Staunton im gegenseitigen Einvernehmen beendet. Für das letzte Spiel und ein folgendes Freundschaftsspiel übernahm Don Givens die Verantwortung. Tschechien als Gruppensieger und Deutschland fuhren zur EM, bei der die Deutschen zum sechsten Mal das Finale erreichten, aber an Spanien scheiterten.

### EM 2012

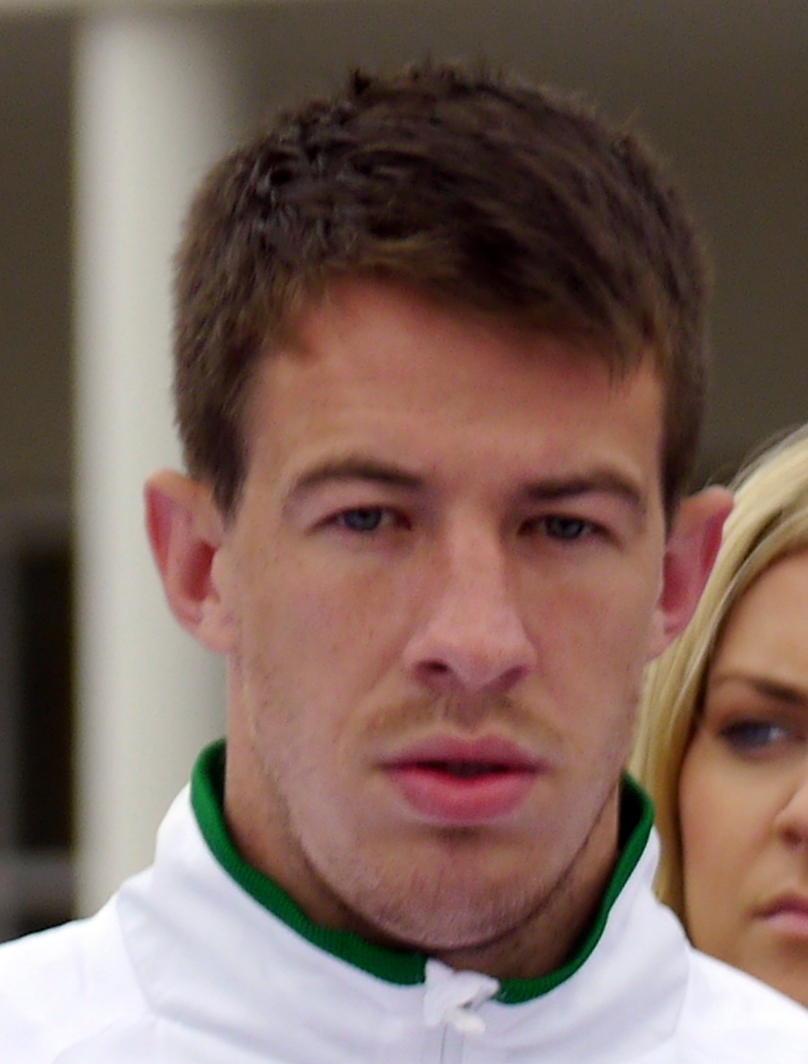
Sean St. Ledger, einziger irischer Torschütze bei der EM 2012

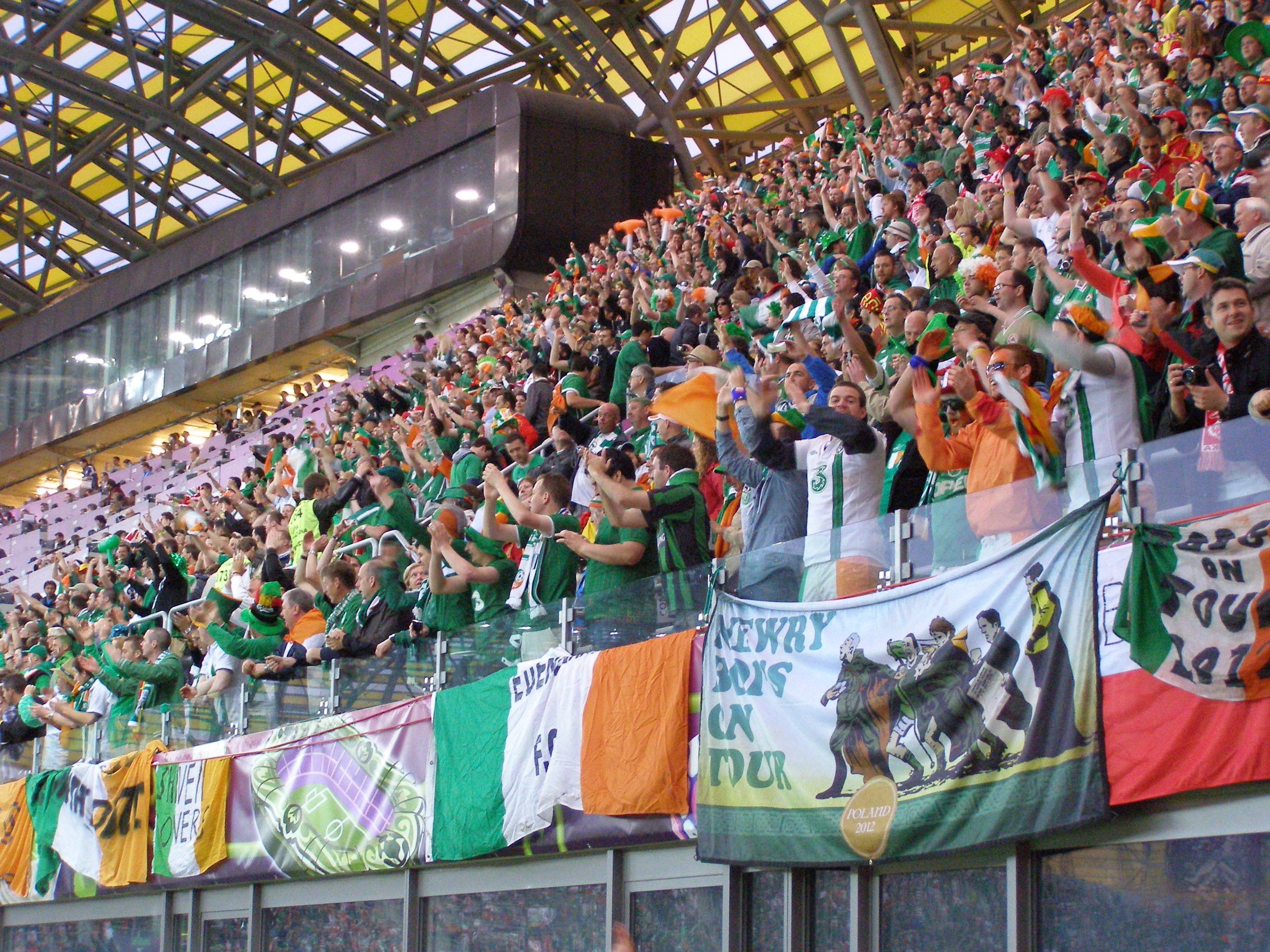
Irischer Männerchor beim Spiel gegen Spanien

Vier Jahre später konnten sich die Iren dann endlich wieder qualifizieren. Trainiert wurden die Iren seit der verpassten Qualifikation vier Jahre zuvor vom Italiener Giovanni Trapattoni. In einer Gruppe mit Russland, überraschend starken Armeniern, der Slowakei, Mazedonien und Andorra starteten sie mit zwei Siegen, verloren dann aber das Heimspiel gegen Russland mit 2:3, wobei sie schon mit 0:3 zurückgelegen hatten. Danach wurde kein Spiel mehr verloren. Da die Russen aber ein Spiel mehr gewannen, hatten sie am Ende zwei Punkte Vorsprung und fuhren als Gruppensieger zur EM. Die zweitplatzierten Iren mussten in die Playoffs der Gruppenzweiten gegen Estland. Nach einem 4:0 in Estland reichte ein 1:1 im Heimspiel, um sich ebenfalls einen EM-Endrundenstartplatz zu sichern.
Bei der Endrunde, die wieder in zwei Ländern stattfand, wurden die Iren in eine Gruppe mit Titelverteidiger und Weltmeister Spanien, den italienischen Landsleuten ihres Trainers und Kroatien gelost. Gegen Kroatien verloren sie dann das Auftaktspiel mit 1:3, wobei sie nur nach dem zwischenzeitlichen Ausgleich durch Sean St. Ledger etwas Hoffnung hatten, und auch gegen Spanien hatten sie beim 0:4 keine Chance. Im letzten Spiel, beim 0:2 gegen Italien, wurde dann mit Keith Andrews erstmals ein Ire mit Gelb-roter Karte vom Platz gestellt. Besser als die irischen Spieler schnitten die irischen Fans ab, die ihre Mannschaft trotz der Niederlagen friedlich unterstützten und z. B. beim Spiel gegen Spanien trotz des 0:4-Rückstands ihrer Mannschaft minutenlang die Hymne Fields of Athenry sangen.  Dafür wurden sie unter anderem von der UEFA mit einem Sonderpreis ausgezeichnet, mit dem der Verband das vorbildliche Verhalten der Fans und das Verbreiten einer beeindruckend positiven Stimmung honorierte.  Giovanni Trapattoni blieb im Amt, als aber die Qualifikation für die WM 2014 misslang, trat er nach dem drittletzten Qualifikationsspiel zurück. Dagegen erklärte der damalige Rekordnationalspieler Shay Given nach 125 Spielen seinen Rücktritt aus der Nationalmannschaft. Am 3. September 2014 gab er aber beim Freundschaftsspiel gegen den Oman sein Comeback in der Nationalmannschaft.

## Endrunden mit 24 Teilnehmern

### EM 2016
An der Endrunde nahmen erstmals 24 Mannschaften teil. Für die Auslosung der Qualifikationsgruppen, die am 23. Februar 2014 erfolgte, war Irland in Topf 2 gesetzt und wurde der Gruppe mit Weltmeister Deutschland zugelost. Weitere Gegner waren Polen, Schottland, Georgien und die Fußballauswahl von Gibraltar, die erstmals teilnahm.
Die beiden Gruppenersten qualifizierten sich direkt für die EM-Endrunde. Wäre die drittplatzierte Mannschaft bester Gruppendritter geworden, wäre sie ebenfalls direkt qualifiziert. Die übrigen Gruppendritten spielten in Playoffs vier weitere Teilnehmer aus.
Irland, das nun von Martin O’Neill trainiert wird, begann die Qualifikation mit einem Remis in Georgien und einem 7:0 gegen Gibraltar, erreichte dann ein 1:1 bei Weltmeister Deutschland, wobei John O’Shea der Ausgleichstreffer in der Schlussminute seines 100. Länderspiels gelang. Nach einem 0:1 in Schottland und einem 1:1 gegen Polen belegte Irland nach der Hälfte der Spiele aber nur Platz 4. Nach einem Remis gegen Schottland und drei Siegen in den folgenden Spielen, darunter der erste Pflichtspielsieg gegen Deutschland, war Irland vor dem letzten Gruppenspiel punktgleich mit Polen und lag damit auf dem dritten Platz. Da aber das letzte Spiel in Polen verloren wurde, konnten sich die Iren nicht weiter verbessern und mussten den Weg über die Relegationsspiele gegen Bosnien und Herzegowina gehen. Irland kassierte von allen sechs Mannschaften die wenigsten Gegentore (7), schoss aber von den vier besten Mannschaften die wenigsten Tore (19). Im ersten Playoffspiel erreichte die Mannschaft in Zenica ein 1:1. Im Rückspiel gelang ein 2:0-Sieg. Für die am 12. Dezember 2015 stattgefundene Auslosung war Irland Topf 4 zugeordnet und wurde der Gruppe mit Belgien, Italien und Schweden zugelost.
Im ersten Gruppenspiel gegen Schweden brachte Wes Hoolahan die Iren in der 48. in Führung. Nach einem Eigentor von Ciaran Clark bei einer der wenigen schwedischen Torchancen mussten sie sich aber mit einem Remis begnügen. Gegen Belgien hielten sie eine Halbzeit lang das 0:0, kassierten aber bei Kontern in der zweiten Halbzeit noch drei Tore. Gegen Italien, das als bereits feststehender Gruppensieger einige Stammspieler schonte, gewannen sie durch ein spätes Tor von Robbie Brady mit 1:0 und waren damit als zweitbester Gruppendritter für die K.-o.-Runde qualifiziert. Dort treffen sie auf Gastgeber Frankreich. Gegen den Gastgeber gingen sie in der zweiten Minute durch einen von Brady verwandelten Elfmeter in Führung und konnten diese lange verteidigen, wobei sie sogar Chancen zur Ergebnisverbesserung hatten. In der zweiten Halbzeit konnten sie dem verstärkten Druck der Franzosen dann nicht mehr standhalten und verloren mit 1:2.

### EM 2021
Für die erste paneuropäische EM-Endrunde hatte sich Irland mit dem Aviva Stadium um die Ausrichtung von Spielen beworben und erhielt den Zuschlag für drei Gruppenspiele und ein Achtelfinalspiel. In der Qualifikation, an der auch die Ausrichter von Endrundenspielen teilnehmen mussten, hatten es die Iren mit der Schweiz, Dänemark, Georgien und Gibraltar zu tun. Sie starteten mit 1:0-Siegen in Gibraltar und gegen Georgien. In Dänemark und gegen die Schweiz spielten sie 1:1 und gewannen dazwischen 2:0 gegen Gibraltar. Danach konnten sie kein Spiel mehr gewinnen. In Georgien trennten sie sich torlos und in der Schweiz verloren sie mit 0:2. Im letzten Spiel gegen Dänemark hätten sie gewinnen müssen, kamen aber nur zu einem 1:1, wodurch sich Dänemark als Zweiter hinter der Schweiz direkt qualifizierte. Die Iren hatten aber noch die Chance sich über die Playoffs zu qualifizieren. Sie belegten in der UEFA Nations League 2018/19 zwar nur den dritten Platz, die Gruppengegner Dänemark und Wales hatten sich aber direkt für die Endrunde qualifiziert. Im Playoff-Halbfinale verloren sie aber nach torlosen 120 Minuten mit 2:4 im Elfmeterschießen gegen die Slowakei und verpassten damit endgültig die Endrunde.

### EM 2024
Für die zweite EM in Deutschland musste sich Irland in einer Gruppe mit Frankreich, der Niederlande, Griechenland und Gibraltar qualifizieren. Den Iren gelangen nur zwei Siege gegen Gibraltar, das alle Spiele verlor, und da sie in der UEFA Nations League 2022/23 in ihrer Gruppe nur den dritten Platz belegten, konnten sie sich auch nicht über die Play-offs qualifizieren.

### EM 2028
Am 10. Oktober 2023 wurden das Vereinigte Königreich und die Republik Irland als Austragungsorte der EM von der UEFA verkündet. Ob damit alle fünf Verbände automatisch qualifiziert sind, ist noch nicht bekannt.

## Spieler mit den meisten Einsätzen bei Europameisterschaften

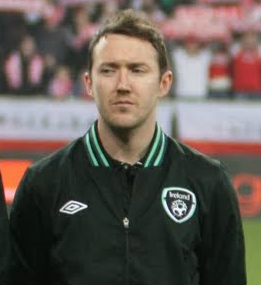
Aiden McGeady, erster Ire mit 6 EM-Spielen

| Spiele | Spieler          | Jahr (Spiele)      |
| ------ | ---------------- | ------------------ |
| 6      | Aiden McGeady    | 2012 (3), 2016 (3) |
|        | Shane Long       | 2012 (2), 2016 (4) |
|        | John O’Shea      | 2012 (3), 2016 (3) |
|        | Stephen Ward     | 2012 (3), 2016 (3) |
| 5      | Robbie Keane     | 2012 (3), 2016 (2) |
|        | James McClean    | 2012 (1), 2016 (4) |
|        | Jonathan Walters | 2012 (3), 2016 (2) |
|        | Glenn Whelan     | 2012 (3), 2016 (2) |

Stand: 26. Juni 2016

## Spieler mit den meisten Toren bei Europameisterschaften

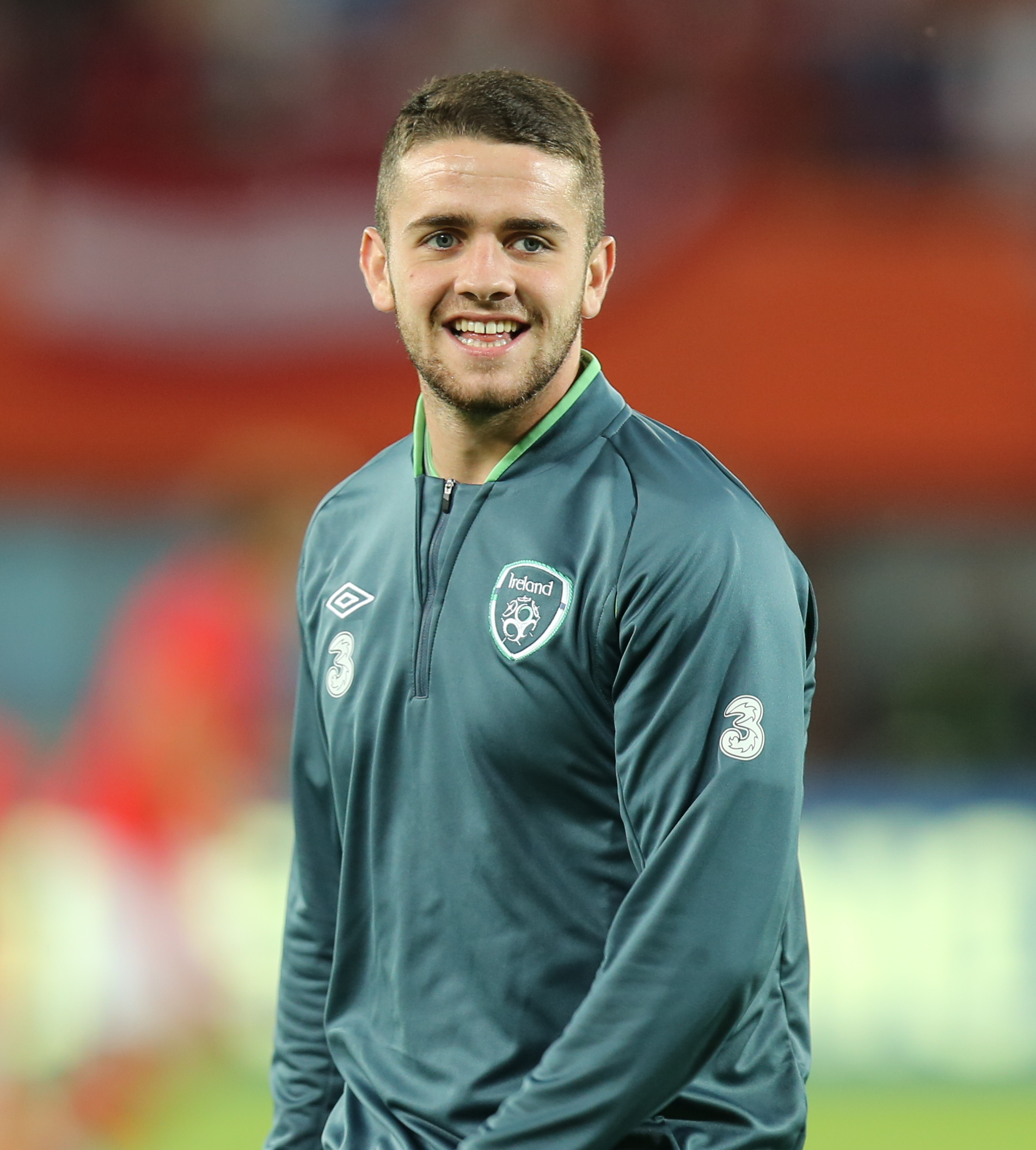
Robbie Brady, bester irischer EM-Torschütze

| Tore | Spieler         | Jahr (Tore) |
| ---- | --------------- | ----------- |
| 2    | Robbie Brady    | 2016 (2)    |
| 1    | Wes Hoolahan    | 2016 (1)    |
|      | Ray Houghton    | 1988 (1)    |
|      | Sean St. Ledger | 2012 (1)    |
|      | Ronnie Whelan   | 1988 (1)    |

Stand: 26. Juni 2016

## Bei Europameisterschaften gesperrte Spieler
- 2012 erhielten Sean St. Ledger und Keith Andrews zuerst im ersten letzten Gruppenspiel die zweite Gelbe Karte und Andrews dann auch die Gelb-rote Karte. Da die Iren ausschieden hatten diese keinen weiteren Effekt.
- 2016 erhielt Shane Duffy im Achtelfinale die Rote Karte, die eine Sperre erst in der WM-Qualifikation nach sich zieht, da Irland ausschied. Die zweiten Gelben Karten für Jeff Hendrick und Shane Long im selben Spiel haben dagegen keinen Effekt.

## Anteil der im Ausland spielenden Spieler im EM-Kader
Bei allen Teilnahmen wurden nur Legionäre nominiert aber kein in Irland spielender Spieler. 1988 spielten die meisten (16) in England, drei in Schottland und einer in Frankreich, der aber nicht eingesetzt wurde. Von den 20 nominierten Spielern waren nur sieben in Irland geboren worden, 11 in England und je einer in Schottland und Wales.
2012 spielten 20 Spieler in England, je einer in Russland, Schottland und den USA. Nun war aber die Mehrheit (15 Spieler) in Irland geboren worden, nur fünf in England, zwei in Nordirland und einer in Schottland. 2016 spielen 22 in England und einer in den USA, von denen fünf in England und je zwei in Nordirland und Schottland geboren wurden.

## Rekorde
- Irland bestritt die meisten Qualifikationsspiele: 117 (Stand: 16. November 2015)
- Irland spielte am häufigsten remis in Qualifikationsspielen: 35× (Stand: 16. November 2015)
- Schnellster Elfmeter der EM-Geschichte nach 1:58 Minuten am 26. Juni 2016 gegen Frankreich.

- Gegen kein Land gelang der höchste Sieg bei einem EM-Turnier.

- Nur gegen ein Land kassierte die irische Mannschaft ihre höchste Niederlage bei einem EM-Turnier:
  -  Kroatien: Vorrunde 2012 1:3

## Spiele
Irland bestritt bisher zehn EM-Spiele, davon wurden zwei gewonnen, sechs wurden verloren und zwei endeten remis.
Irland nahm nie am Eröffnungsspiel teil und spielte auch nie gegen den Gastgeber.
Irland spielte einmal (2012 in der Vorrunde) gegen den Titelverteidiger, der seinen Titel als erster erfolgreich verteidigte und zuvor noch einmal (1988 in der Vorrunde) gegen den späteren Europameister, zudem einmal gegen den Gastgeber.
| Alle EM-Spiele |               |          |             |   |                     |              |                                 |
| Nr.            | Datum         | Ergebnis | Gegner      |   | Austragungsort      | Anlass       | Bemerkungen                     |
| 1              | 12. Juni 1988 | 1:0      | England     | * | Stuttgart (BRD)     | Gruppenspiel |                                 |
| 2              | 15. Juni 1988 | 1:1      | Sowjetunion | * | Hannover (BRD)      | Gruppenspiel |                                 |
| 3              | 18. Juni 1988 | 0:1      | Niederlande | * | Gelsenkirchen (BRD) | Gruppenspiel |                                 |
| 4              | 10. Juni 2012 | 1:3      | Kroatien    | * | Posen (POL)         | Gruppenspiel |                                 |
| 5              | 14. Juni 2012 | 0:4      | Spanien     | * | Danzig (POL)        | Gruppenspiel |                                 |
| 6              | 18. Juni 2012 | 0:2      | Italien     | * | Posen (POL)         | Gruppenspiel | 125. Länderspiel von Shay Given |
| 7              | 13. Juni 2016 | 1:1      | Schweden    | * | Saint-Denis (FRA)   | Gruppenspiel |                                 |
| 8              | 18. Juni 2016 | 0:3      | Belgien     | * | Bordeaux (FRA)      | Gruppenspiel |                                 |
| 9              | 22. Juni 2016 | 1:0      | Italien     | * | Lille (FRA)         | Gruppenspiel |                                 |
| 10             | 26. Juni 2016 | 1:2      | Frankreich  | * | Lyon (FRA)          | Achtelfinale |                                 |